# 谢逊
谢逊是金庸武俠小说《倚天屠龍記》中的人物，綽號「金毛獅王」，明教四大護教法王之一，為金庸小說中武功超群的高手之一。
谢逊身材魁伟，满头金发，散披肩头，眼睛碧油油地发光，手持一支長長的雙头狼牙棒，威风凛凛。

## 概述
谢逊，字退思，因爲謝遜前人有色目血統，所以頭髮呈淡金色，故而又被称為「金毛狮王」，是明教四大護教法王之一。
文武全才，博古通今，见解独特，如若天马行空，学问充满生命力，充满了對生命的炽热追求，也充满了生命的失落与愤怒。
外表粗豪，卻心思縝密，哪怕在眼瞎之後，僅僅從人的説話口氣中就可推斷事情發展和周圍人的心理。不僅近身功夫了得，兵器使用上也有很高的造詣。
谢逊10岁时拜「混元霹雳手」成昆为师，在其门下学艺。
23岁時离开师门，远赴西域，并娶妻生子，加入明教，成為明教四大護教法王之一，漸漸馳名江湖，甚至被教主阳顶天认定接班下任教主。
谢逊28岁时，父母妻儿，弟妹仆役，全家13口被师父成昆所杀。此后一直尝试为此报仇，卻曾兩次敗於成昆手下。後來成昆失蹤，謝遜便開始杀害很多无辜的人，每次於殺人後留下「殺人者混元霹靂手成昆」，企圖引出成昆但不成功，反為自己種下禍根，让明教成為武林公敵。
曾為搶奪崆峒派的《七傷拳譜》而击伤「崆峒五老」中的其中三老（另外二老为成昆暗中打伤）；因想殺武當宋遠橋誤殺少林「四大神僧」之首空見神僧。空見神僧死前要求謝遜尋找屠龍刀以索解當中的秘密，謝遜亦因受空見神僧感化，從此不再濫殺無辜。
谢逊大约41岁时，為了索解屠龍刀中的秘密以報大仇，前往王盤山試刀大會成功搶奪本由天鷹教奪得的屠龍刀，又赌吞毒盐，盐杀海沙派总舵主元广波以报余姚张登云灭门、海门欧阳清惨死之仇；封鼻憋气，杀巨鲸帮帮主麦鲸以雪数十名远洋客商命丧大海、七名妇女被姦殺之恥；大展神威，杀神拳掌门过三拳，分明是一个为别人仗义出头的侠客，更以一招「獅子吼」力敗與會的群雄，並挾持张翠山和殷素素前往东海荒岛，讓自己能在島上思索屠龙刀的奥妙。
及後三人遇上海难，流落到北极附近的冰火岛。在流落冰火島前，因練《七傷拳譜》方式不当令狂性大發，企圖杀害殷素素，卻遭其蚊鬚針毀掉雙目，從此失明。
在冰火島時，謝遜與張翠山、殷素素夫婦結拜，並收夫婦二人剛出生的兒子為義子，起名為「無忌」，以紀念自己早已逝去多年的親生兒子謝無忌。
在冰火島上住了20年後，由于「紫衫龙王」黛绮丝精通航海及从朱武家逼问出他居住地，被接到灵蛇岛去，跟著他又在靈蛇島上以屠龍刀擊敗多名从朱武家得到线报而前去夺刀及报复的丐幫高手。后重遇张无忌等人。
謝遜大約63歲時返回中土，被陈友谅和成昆擒去而囚在少室山上，由少林派当时最高辈份的渡字辈渡厄、渡劫、渡难三人看管，被少林敲经念佛的氛围感化，数度拒绝張無忌等人前去營救。
最终給義子张无忌救回後，谢逊當眾揭破成昆的假面具，並與之決一死戰。謝遜將成昆雙目刺瞎後，再以七傷拳把對方打至筋脈盡斷成為廢人，終能親手報滅門之仇。接著谢逊指着成昆说道：「成昆，你杀我全家，我今日毁你双目，废去了你的武功，以此相报，师父，我一身武功是你所授，今日我自行尽数毁了，还了给你，从此我和你无恩无怨，你永远瞧不见我，我也永远瞧不见你。」
谢逊深知自己双手沾满了无辜被杀者的鲜血，於是散尽武功通知仇家前來找自己報仇雪恨，然而眾仇家知謝遜已痛改前非，只是向谢逊吐口水、唾罵及發洩幾下拳腳而未危及其性命，张无忌心中酸苦泪如雨下，谢逊笑道：「痴孩子！你义父承三位高僧点化，大彻大悟，毕生罪业一一化解，你该当代我欢喜才是，有甚么可难过的？」 　　
谢逊得少林「三大高僧」之首渡厄点化，立悟佛家精义，自此归于佛门，终成一代大德高僧。

## 武功
- 混元一氣功
- 獅子吼
- 小擒拿手
- 霹靂拳
- 七傷拳
- 自創內功：謝遜在冰火島上參悟的內功，集其畢生武功之大成，原想經殷離傳給張無忌

## 影视形象

### 劇集
- 石坚：香港無綫電視《倚天屠龍記》（1978年）
- 陈星：台灣台視《倚天屠龍記》（1984年）
- 曾江：香港無綫電視《倚天屠龍記》（1986年）
- 尹扬明：香港無綫電視《金毛狮王》（1994年）
- 刘丹：台灣台視《倚天屠龍記》（1994年）
- 骆应钧：香港無綫電視《倚天屠龍記》（2001年）
- 徐锦江：中國亞環影音《倚天屠龍記》（2003年）
- 臧金生：中國華誼兄弟、華夏視聽聯合出品《倚天屠龍記》（2009年）
- 黑子：中國華夏視聽、企鵝影視聯合出品《倚天屠龍記》（2019年）

### 電影
- 石坚：《倚天屠龍記》（1963年，1965年）（第一及第二集），香港粵語長片，峨嵋電影公司
- 罗烈：《倚天屠龍記》及《倚天屠龍記大結局》(1978年)、《魔劍屠龍》（1984年），邵氏公司
- 閆懷禮：《倚天屠龍記之魔教教主》（1993年），香港永盛電影公司
- 徐錦江：《倚天屠龍記之九陽神功》、《倚天屠龍記之聖火雄風》（2022年），星王朝